# Ritratto di Maddalena Strozzi
Il Ritratto di Maddalena Strozzi è un dipinto a olio su tavola (63x45 cm) di Raffaello Sanzio, databile al 1506 circa e conservato negli Uffizi a Firenze.

## Storia

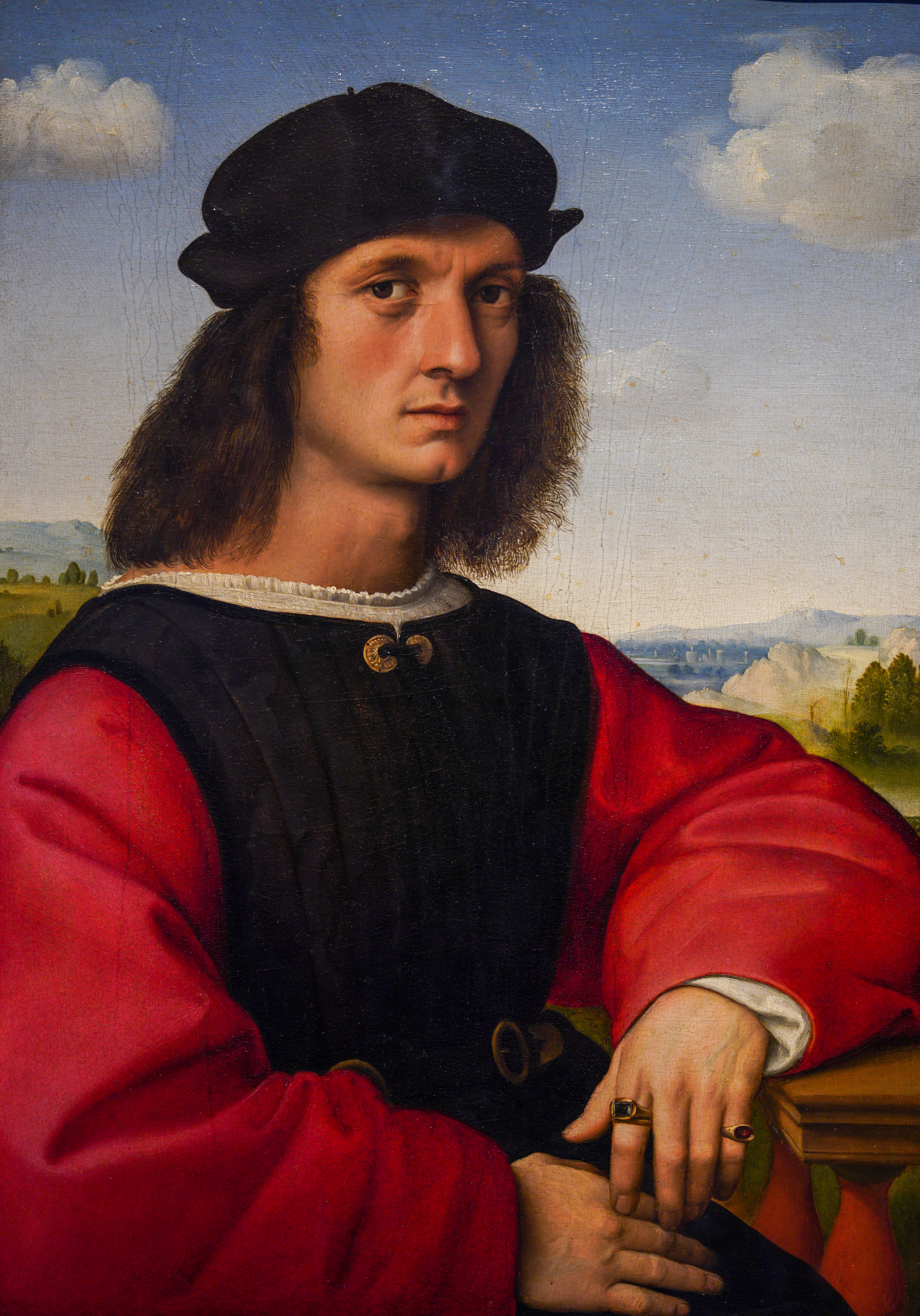
Ritratto di Agnolo Doni

Il ritratto venne commissionato dal marito della donna, Agnolo Doni, ricco mercante e mecenate fiorentino, assieme a un proprio ritratto, dopo il matrimonio avvenuto il 31 gennaio 1504. Lo stesso Doni aveva fatto dipingere a Michelangelo il famoso Tondo Doni, oggi agli Uffizi.
I due ritratti, conservati a palazzo Doni, grazie alla straordinaria introspezione che fece scuola, ebbero un duraturo successo: tra i numerosi che Raffaello dovette eseguire a Firenze, sono gli unici di cui si sia tramandato il nome, fin dai tempi di Vasari.
L'opera rimase in possesso dei discendenti fino al 1826, quando fu ceduta al granduca Leopoldo II di Toscana. Rispetto al ritratto del marito, il ritratto di Maddalena è lievemente anteriore. Radiografie dell'opera hanno mostrato come essa fosse inizialmente ambientata in una stanza con finestra, e altri studi hanno dimostrato come le dimensioni della tavola vennero accorciate per adattarsi in dittico al ritratto del marito.
Con l'unione di Uffizi e Galleria Palatina, il direttore Eike Schmidt ha portato avanti un riordino alla luce dell'allestimento delle sale dei "Grandi Uffizi", e ha riunito nel 2018 questo dipinto e il suo pendant al Tondo Doni in una nuova sala al secondo piano di quest'ultima galleria.

## Descrizione e stile
Il ritratto raffigura la donna seduta su un balcone che rivela, oltre il parapetto, un magnifico panorama, che nel progetto originario era invece un interno. Il taglio è estremamente monumentale e il personaggio, ritratto col busto di tre quarti verso sinistra e la testa girata verso lo spettatore, è caratterizzato da una sciolta naturalezza.
L'opera, nell'impostazione generale, è palesemente ispirata alla Gioconda (che Raffaello ebbe la possibilità di vedere in quegli anni) ma sicuramente manca di ogni evocazione allusiva o misteriosa tipica della ritrattistica di Leonardo da Vinci, prediligendo la rappresentazione fedele delle caratteristiche umane: infatti la figura si impone come presenza fisica, col viso pieno, con lo sguardo rivolto all'esterno, ben consapevole del prestigio del suo rango sociale.
Raffigurata in sontuose vesti, indossa preziosi gioielli che attestano le sue virtù. La collana portata con fierezza è un gioiello in cui incastonate tre pietre differenti, ognuna con un suo preciso significato: lo smeraldo indica la castità, il rubino indica la carità, lo zaffiro indica la purezza; la grossa perla della collana, a forma di goccia, è infine simbolo di fedeltà matrimoniale. Il vestito è tipico della moda dell'epoca, con ampie maniche estraibili, di colore azzurro e con damascature visibili in controluce: esempi pressoché identici si trovano anche nei ritratti raffaelleschi della Gravida e della Dama col liocorno. Quest'ultima è stata identificata da qualche storico come la vera Maddalena Strozzi, ipotesi per lo più scartata. Sulle spalle indossa un sottile velo trasparente.
Il dipinto, pur inserendosi nel preciso contesto della ritrattistica rinascimentale, rinuncia a raffigurare i "moti dell'animo", le caratteristiche spirituali e della personalità della donna raffigurata, per dare spazio a una figura più idealizzata e meno realistica rispetto a quella del ritratto del marito Agnolo Doni, come si conveniva ai ritratti femminili, evidenziando l'elevato status sociale.
Il paesaggio collinare è tipico della scuola umbra, con dolci colline che sfumano in lontananza, punteggiate da segni della presenza umana e da alberelli fronzuti.
I colori, sia nella figura che nello sfondo, sono esemplari delle ricerche di Raffaello in quegli anni, intonandosi a gradazioni sempre più corpose e d'effetto.
Sul retro dei due ritratti si trova una rappresentazione a monocromo del mito di Deucalione e Pirra, attribuito a un tardo seguace del Sanzio; in particolare in questa tavola si vede il salvataggio dei due dal diluvio inviato dagli dei.